# Mexidrilus grasslei
Mexidrilus grasslei är en ringmaskart som först beskrevs av Erséus 1984.  Mexidrilus grasslei ingår i släktet Mexidrilus och familjen glattmaskar. Inga underarter finns listade i Catalogue of Life.